# Grindstone Island
Grindstone Island är en ö i Kanada.   Den ligger i provinsen Ontario, i den sydöstra delen av landet, 90 km sydväst om huvudstaden Ottawa.
Omgivningarna runt Grindstone Island är en mosaik av jordbruksmark och naturlig växtlighet. Runt Grindstone Island är det glesbefolkat, med 8 invånare per kvadratkilometer.